# Organizzazione del trattato di cooperazione amazzonica

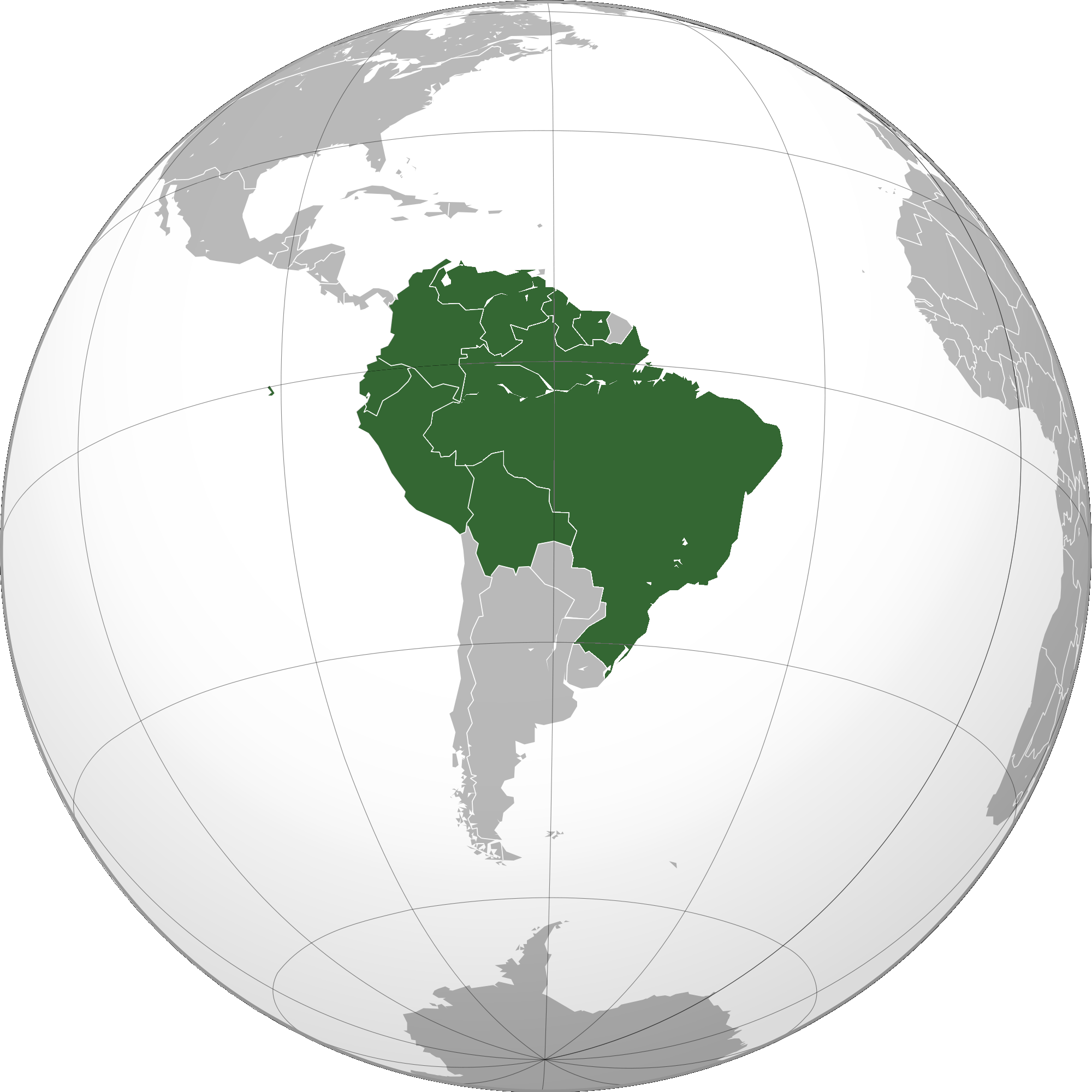

L'Organizzazione del trattato di cooperazione amazzonica (Organización del Tratado de Cooperación Amazónica), sigla OTCA, è l'unico blocco socioambientale di paesi dedicato al bacino dell'Amazzonia.

## Storia
Il 3 luglio 1978, 8 paesi della regione amazzonica hanno sottoscritto il Trattato di cooperazione amazzonica (Tratado de Cooperación Amazónica, TCA) con lo scopo la conservazione dell'ambiente e l'uso razionale delle risorse naturali della regione amazzonica. Nel 1995 gli 8 paesi della regione decidevano di costituire l'Organizzazione del trattato di cooperazione amazzonica per rafforzare e attuare gli obiettivi del Trattato.

## Obiettivi
L'Organizzazione del trattato di cooperazione amazzonica è convinto che l'Amazzonia costituisca una riserva strategica e che le sue peculiarità la rendano unica e una delle zone più ricche del pianeta. Uno degli obiettivi fondamentali dell'OCTA è promuovere lo sviluppo armonioso della regione amazzonica attraverso il coordinamento, lo sviluppo, la promozione e l'esecuzione di programmi, progetti e attività. Le aree di azione su cui i paesi hanno definito di lavorare sono strettamente legate ai tesori che la regione amazzonica possiede e alla necessità di conservarli e garantirne una gestione completa.
Tra le principali aree di azione dell'OCTA ci sono:
- Protezione, conservazione e gestione sostenibile delle foreste e della biodiversità.
- Inclusione e la partecipazione dei popoli indigeni e delle comunità tribali nella gestione delle loro risorse e nella protezione dei loro saperi tradizionali.
- Gestione integrata e uso sostenibile delle risorse idriche come risorsa strategica. Le risorse idriche transfrontaliere fanno parte degli ecosistemi e sono essenziali in tutti i settori dell'attività umana.
- Migliorare la qualità della vita delle popolazioni amazzoniche e promuovere le azioni necessarie che, in modo inclusivo, contribuiscano al miglioramento della salute nella regione.
- Gestione della conoscenza e scambio di informazioni.
- Azioni congiunte per affrontare gli impatti dei cambiamenti climatici nella regione.

## Membri
- Bolivia
- Brasile
- Colombia
- Ecuador
- Guyana
- Perù
- Suriname
- Venezuela

## Gestione
L'Organizzazione del trattato di cooperazione amazzonica è gestita dalla Segreteria, diretta dal Segretario generale, dal Direttore esecutivo e dal Direttore amministrativo.
L'azione dell'OCTA si svolge su più progetti, ognuno dei quali con un proprio gruppo di lavoro:
- Progetto bioamazzonia – Progetto regionale per la gestione, il monitoraggio e il controllo delle specie selvatiche e vegetali minacciate dal commercio (non sostenibile)[5]
- Progetto bacino amazzonico – Attuazione del programma di azioni strategiche nel bacino del Rio delle Amazzoni tenendo conto della variabilità e del cambiamento climatico[6]
- Progetto Rio delle Amazzoni – Azione regionale nell'area delle risorse idriche[7]
- Progetto di sostegno all'elaborazione e all'attuazione dell'Agenda strategica per la cooperazione amazzonica, i cui obiettivi sono strettamente in linea con l'Agenda 2030 delle Nazioni Unite per lo sviluppo sostenibile.[8]

## Partenariati
- Agenzia brasiliana di cooperazione (ABC)
- Agenzia brasiliana per l'acqua e i servizi igienico-sanitari (ANA)
- Banca Interamericana di Sviluppo (BID)
- Banca nazionale per lo sviluppo economico e sociale (BNDES)
- Commissione economica per l'America Latina e i Caraibi (ECLAC)
- Comunità andina (CAN)
- Corporación Andina de Fomento (CAF)
- Convenzione sul commercio internazionale delle specie minacciate di estinzione (CITES)
- Convenzione sulla diversità biologica (CBD)
- Fondazione Oswaldo Cruz
- Fondo mondiale per l'ambiente (GEF)
- Fondo per lo sviluppo dei popoli indigeni dell'America Latina e dei Caraibi (FILAC)
- Istituto di credito tedesco per la ricostruzione (KfW)
- Istituto francese di ricerca per lo sviluppo (IRD)
- Istituto interamericano per la cooperazione in agricoltura (IICA)
- Istituto interamericano per la ricerca sul cambiamento globale (IAI)
- Istituto italo-latino americano (IILA)
- Istituto nazionale di ricerche spaziali del Brasile (INPE)
- Organizzazione delle Nazioni Unite per l'alimentazione e l'agricoltura (FAO)
- Organizzazione internazionale per il legname tropicale (ITTO)
- Organizzazione mondiale della sanità (OMS)
- Programma delle Nazioni Unite per l'ambiente (UNEP)
- Società tedesca per la cooperazione internazionale (GIZ)

## Pubblicazioni
- (ES) Agenda Estratégica de Cooperación Amazónica (PDF), Brasilia, Organización del Tratado de Cooperación Amazónica, novembre 2011.
- (ES) Iniciativas de Conservación Regional y Transfronteriza de la Región Amazónica (PDF), Brasilia, Organización del Tratado de Cooperación Amazónica, 2017.
- (ES) Programa de Diversidad Biológica para la Cuenca/Región Amazónica (PDF), Brasilia, Organización del Tratado de Cooperación Amazónica, 8 luglio 2021.
- (ES) Atlas de Vulnerabilidad Hidroclimática de la Región Amazónica (PDF), Brasilia, Organización del Tratado de Cooperación Amazónica, 30 novembre 2021.
- (ES) Programa de Bosques de la OTCA para la Cuenca y la Región Amazónica (PDF), Brasilia, Organización del Tratado de Cooperación Amazónica, 17 dicembre 2021. URL consultato il 16 gennaio 2022 (archiviato dall'url originale il 16 gennaio 2022).